# Paseo de Sarasate
Paseo de Sarasate (oficialmente, Paseo de Pablo Sarasate/Pablo Sarasate Pasealekua), es un emblemático paseo de la ciudad de Pamplona (capital de la Comunidad Foral de Navarra), situado entre el Casco Viejo y el II Ensanche de la ciudad. También es conocido de forma popular como Paseo Valencia.
Suele ser el centro de las concentraciones más emblemáticas que se producen en la ciudad. 

## Historia
Durante la Edad Media, la muralla de Pamplona pasaba a lo largo de la actual línea de edificios de los números pares de este paseo, la más próxima al Casco Antiguo; estando la Iglesia de San Nicolás integrada en dicha muralla. Lo que hoy es Paseo de Sarasate se encontraba, en el lado exterior de la muralla, es decir, fuera de la ciudad, en la parte meridional.
Esto fue así hasta que en el siglo XVI, tras la conquista de Navarra, se construyeron las murallas modernas (las que hoy conocemos) y esta zona quedó dentro del cinturón de dichas murallas. Se trataba de un espacio arbóreo dentro de la ciudad, que servía de esparcimiento a sus habitantes, al igual que el Parque de la Taconera (de hecho el actual paseo de Sarasate formaba parte de la Taconera).
No fue hasta el siglo XIX cuando esta zona se convirtió en paseo, tal como la conocemos actualmente. Inicialmente se denominó Paseo de Valencia (y oficiosamente, algunos sectores de la población se siguen refiriendo al mismo así). La razón (aunque el asunto no está, ni mucho menos, cerrado) la explicó el médico e historiador José Joaquín Arazuri. Fue debido a que Prudencio Valencia tenía en la calle Lindachiquía (según J.J. Arazuri, en la primera mitad del siglo XIX, las casas comprendidas entre la iglesia de San Nicolás y la calle de las Comedias, aparecían inscritas en la de la calle de Lindachiquía) un despacho de escribano de gran prestigio en la ciudad y en los pueblos de Navarra. Esta tarea era necesaria para tramitar todo tipo de gestiones administrativas, por lo que la referencia para los que acudían en su busca dio nombre al lugar. Sin embargo, desde 1903, cinco años antes del fallecimiento de Pablo Sarasate, en 1908, el Ayuntamiento de Pamplona denominó a dicho paseo con el nombre del artista internacional pamplonés que había nacido en la vecina calle de San Nicolás. En 1974, por un breve lapso de tiempo, se decidió poner el nombre de Paseo Valencia, pero rápidamente se restituyó la denominación oficial al célebre violinista.

## Edificios y monumentos emblemáticos

### Palacio de Navarra

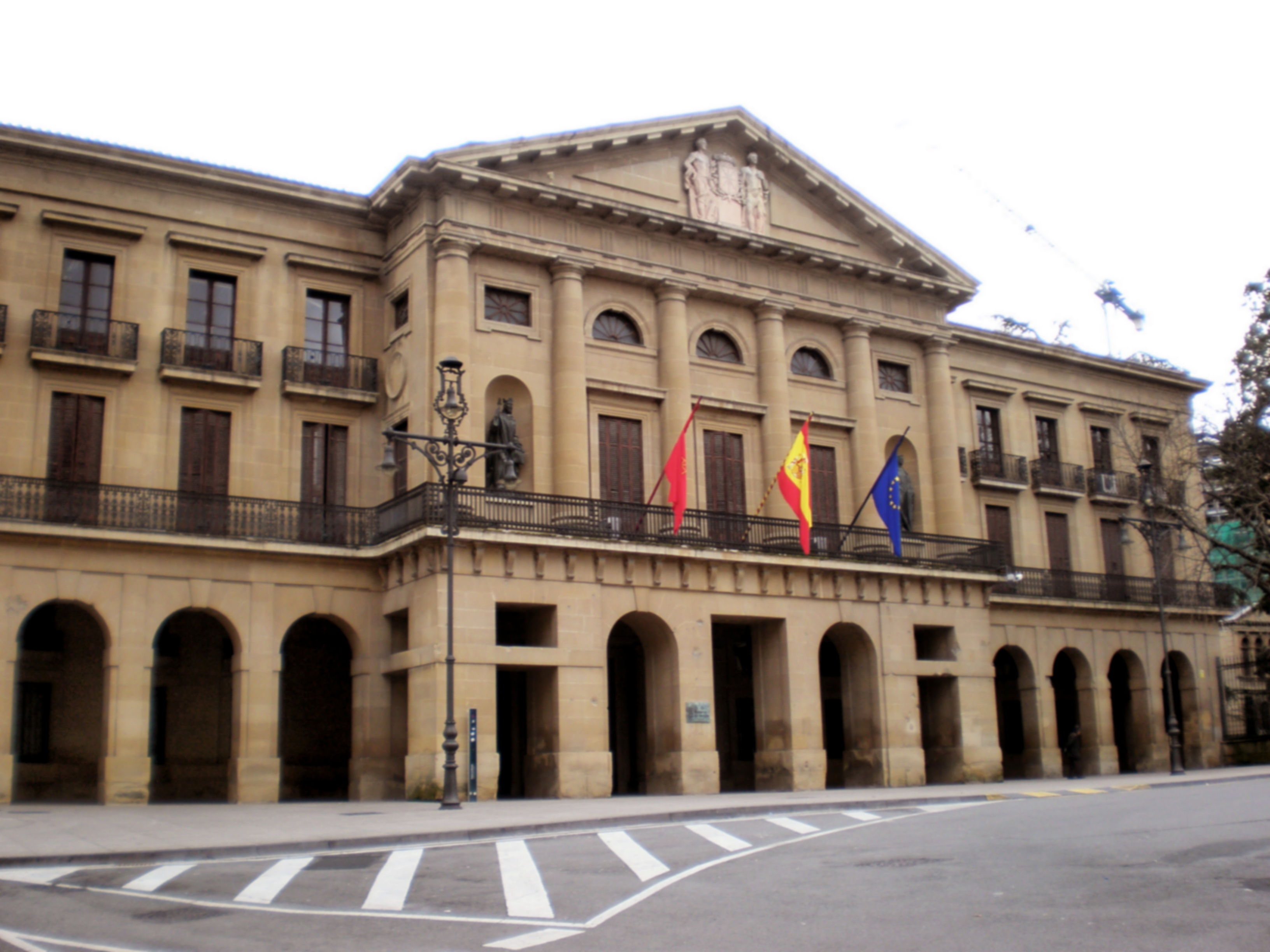
Palacio de Navarra, fachada al Paseo de Sarasate

Este palacio es la sede del Gobierno de Navarra, y su fachada principal, al igual que el propio palacio, fue construida en el siglo XIX (estilo neoclásico).
No obstante, fueron colocados en el siglo XX los dos reyes de las hornacinas (que son Sancho el Mayor y Sancho el Fuerte), y la alegoría de Navarra del frontón (con los dos tipos navarros: el montañés y el ribero).
En las columnas de la derecha de los porches se aprecian todavía las huellas del bombardeo aéreo que sufrió Pamplona durante la Guerra Civil en 1937.

### Edificio del Banco de España

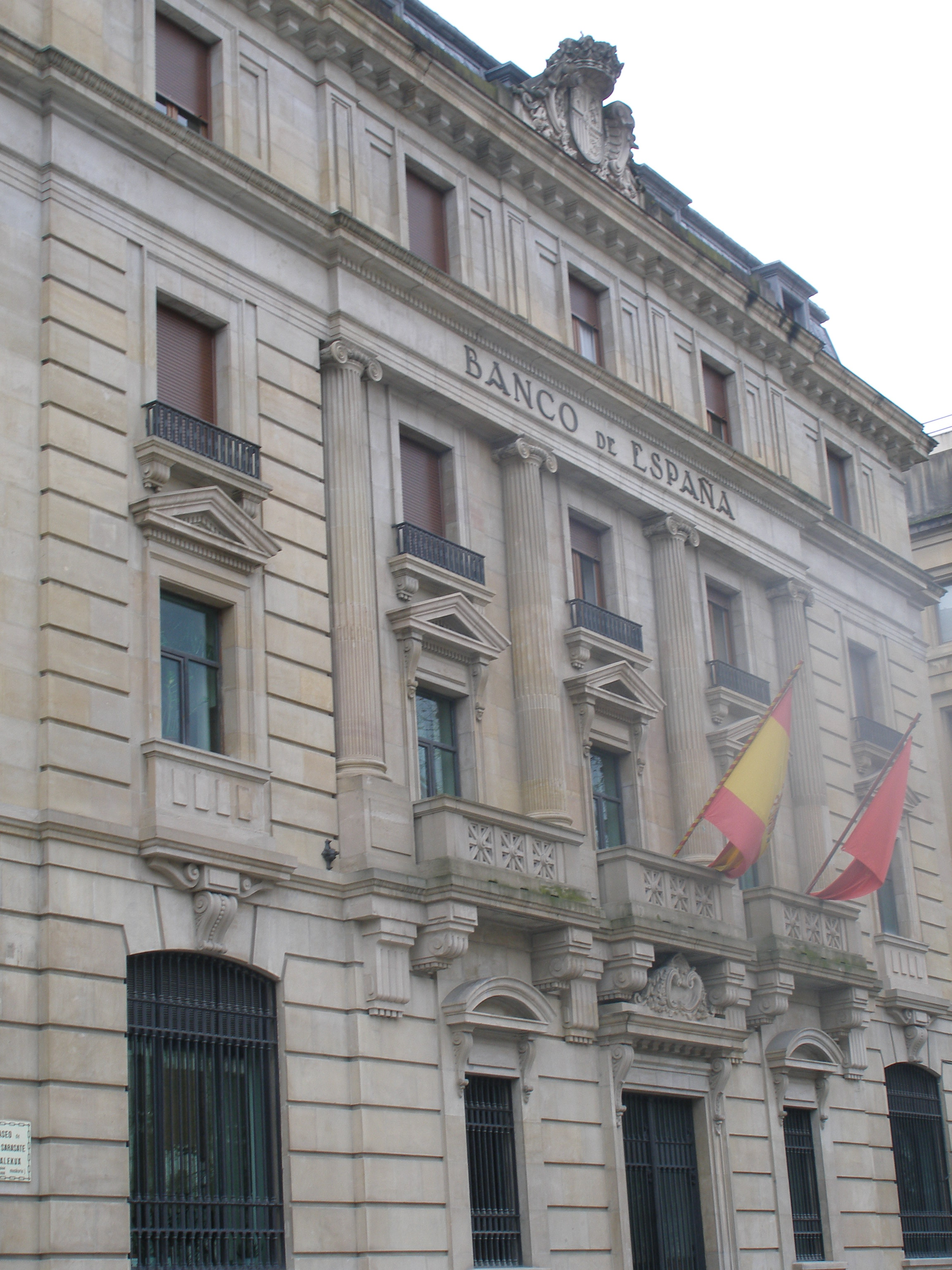
El edificio del Banco de España, en el extremo este del paseo.

Es el edificio enfrentado al Palacio de Navarra en el extremo oriental del paseo de Sarasate, el número 1, y también inicia la Avenida de San Ignacio. Obra de los arquitectos José Astiz y José Yárnoz Larrosa, edificado entre 1925 y 1927. De estilo clásico por ser un edificio institucional (en los años 20 imperaba las teorías novecentistas en que para las instituciones se empleaba este estilo) y con proporciones equilibradas, con reflejo neoclásico del Palacio. La zona noble esta destacada mediante cuatro columnas en el frontis al paseo y por pilastras en la fachada de la avenida. El conjunto es más ligero que el palacio por emplear el orden jónico en vez del dórico del de la Diputación. La mansarda de pizarra lo emparenta con la arquitectura burguesa francesa.

### Casa Baleztena
Es el edificio situado en la confluencia del Paseo de Saraste, la Plaza del Castillo y la calle Comedias. Aunque fue levantado por el banquero y ganadero Nazario Carriquiri, fue vendido a mediados del siglo a la familia de los Baleztena de quienes toma el nombre actualmente. El edificio fue levantado para 1840 por los constructores Martín Mónaco, de Saldías, y Modesto Jaime, de Pamplona.

### Monumento a los Fueros de Navarra

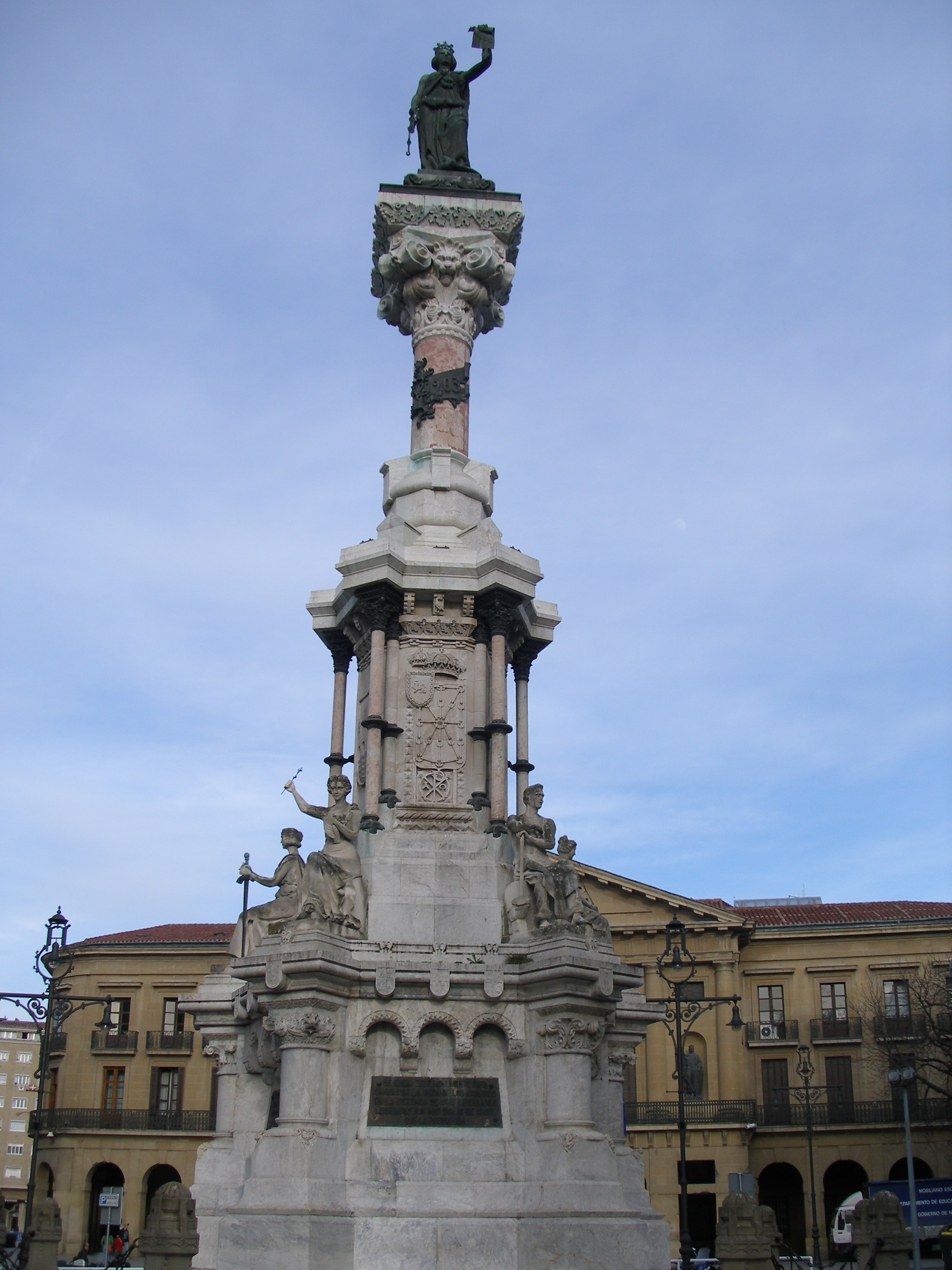
Monumento a los Fueros y, detrás, el Palacio de la Diputación Foral, situados en el cierre este del Paseo de Sarasate

Símbolo de las libertades de Navarra, este emblemático monumento yergue aquí desde 1903. Fue construido por suscripción popular tras los acontecimientos de la "Gamazada" (en los que el ministro de hacienda Germán Gamazo intentó suprimir el régimen fiscal de Navarra desatándose una gigantesca reacción popular en Navarra en contra de dicha supresión y en defensa de los Fueros, que finalmente por otras razones no se aplicó). 
En lo alto, una matrona que simboliza a Navarra sostiene los Fueros en su mano, y, más abajo, cinco figuras simbolizan el trabajo, la paz, la justicia, la autonomía y la historia.
También hay cinco placas con inscripciones alusivas a la defensa de los Fueros. Tres de ellas están escritas en castellano y dos en euskera (una de éstas en alfabeto de caracteres ibéricos).

### Iglesia de San Nicolás

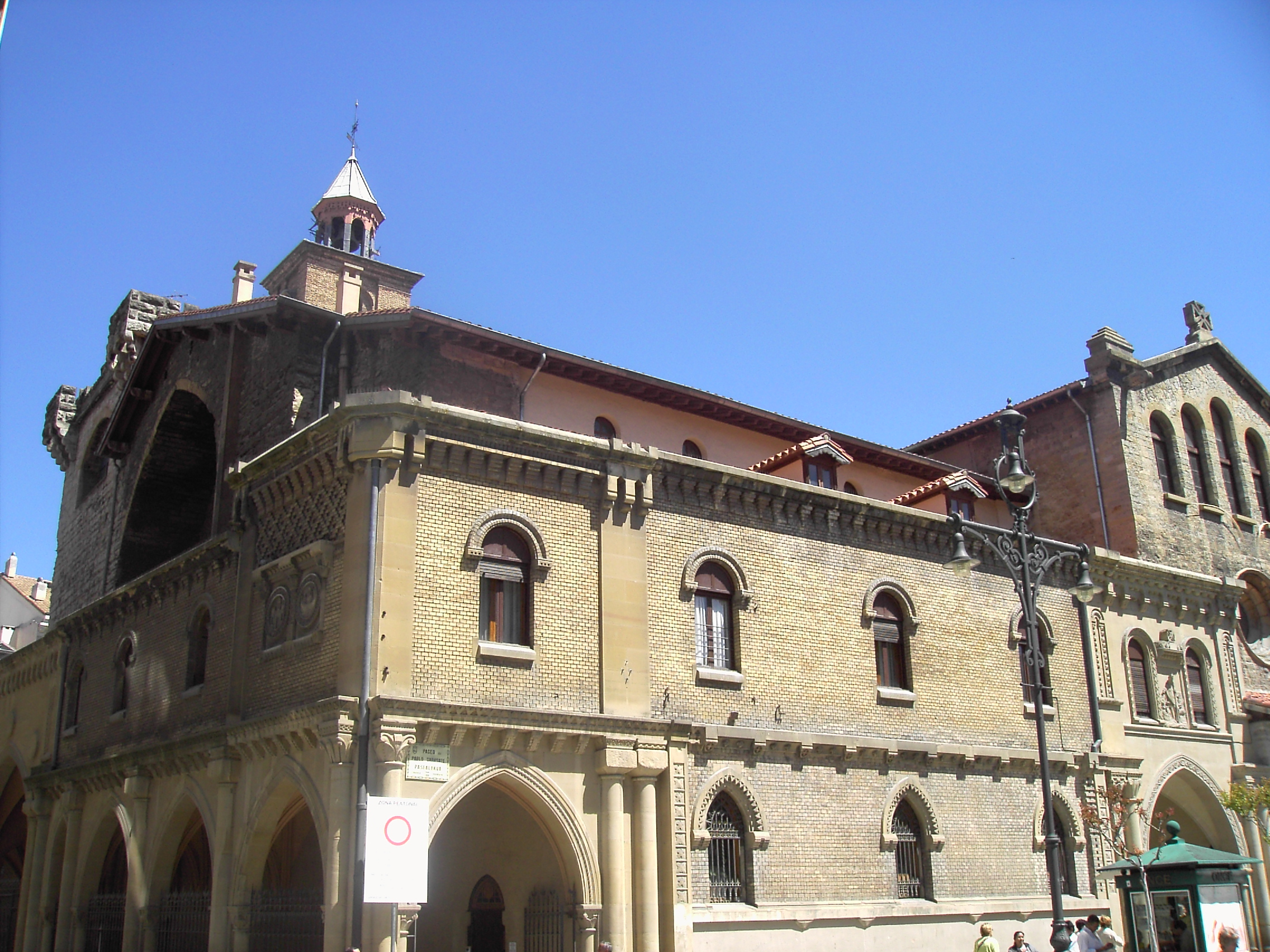
Iglesia de San Nicolás, su fachada que da al paseo de Sarasate.

La iglesia-fortaleza de San Nicolás. La original fue erigida en el siglo XII, para atender oficios religiosos y para servir de bastión militar y defensivo de los vecinos de su burgo, del mismo nombre, siempre enfrentado con los otros dos Burgos de la ciudad (Navarrería y San Saturnino). La actual data de los siglos XIII y XIV, con añadidos del siglo XIX. Tuvo distintas torres pero la que existe en la actualidad es de 1924.

### Parlamento de Navarra

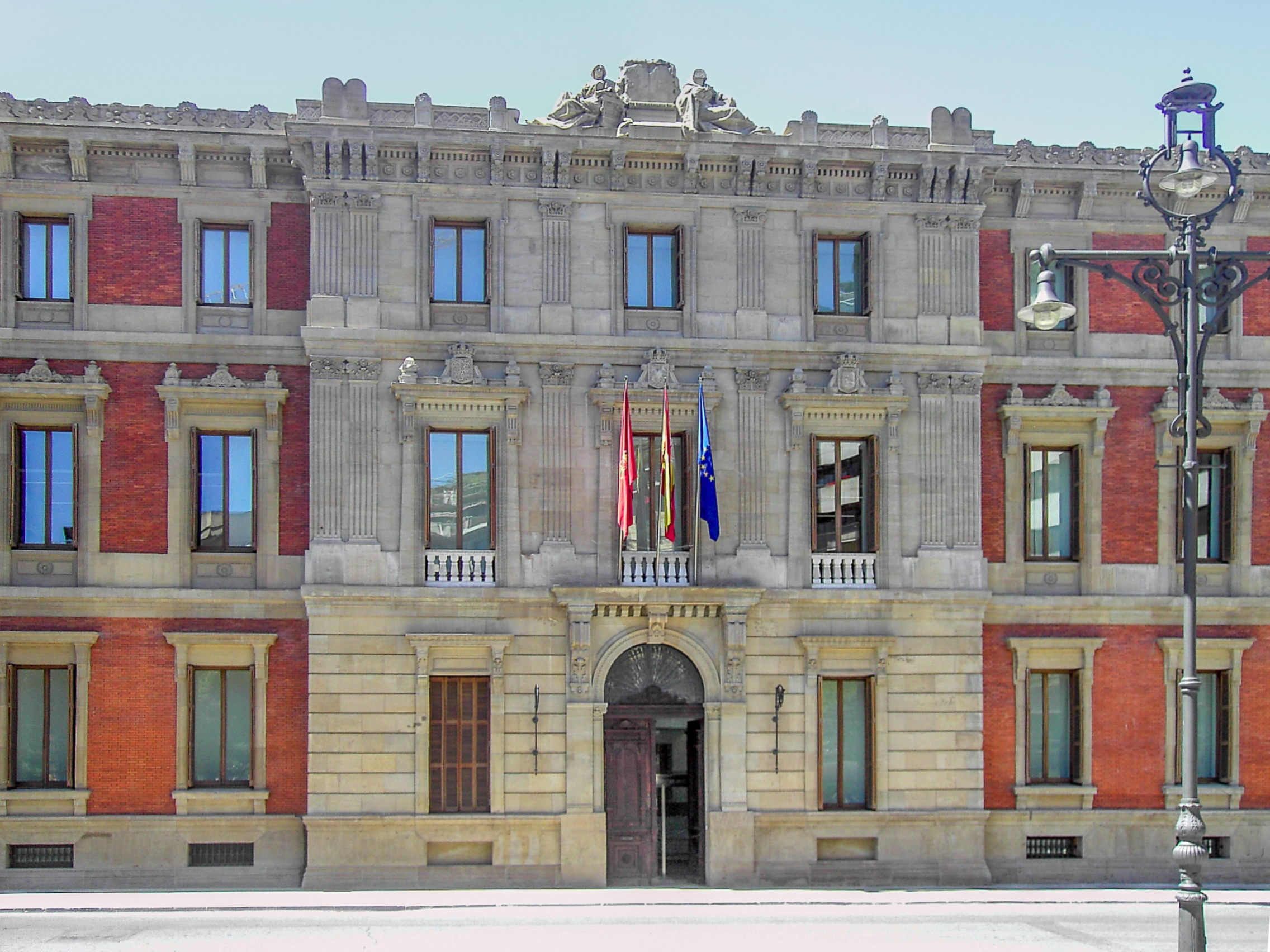
Parlamento de Navarra, situado en el cierre oeste del Paseo de Sarasate

Situado en el lado oeste del Paseo, se construyó en 1892 como Palacio de Justicia y mantuvo esa función hasta el año 1996. Actualmente, y desde el año 2002 tras una reforma integral que solo mantuvo la fachada exterior, es sede del Parlamento de Navarra. El cuerpo principal se acerca al clasicismo con empleo exclusivo de la piedra, mientras que los frontis secundarios están próximos al Eclecticismo. Pese al nuevo uso, en el tejado se mantienen una alegoría de la Justicia (con balanza) y las tablas de la Ley.

### Estatuas de Reyes

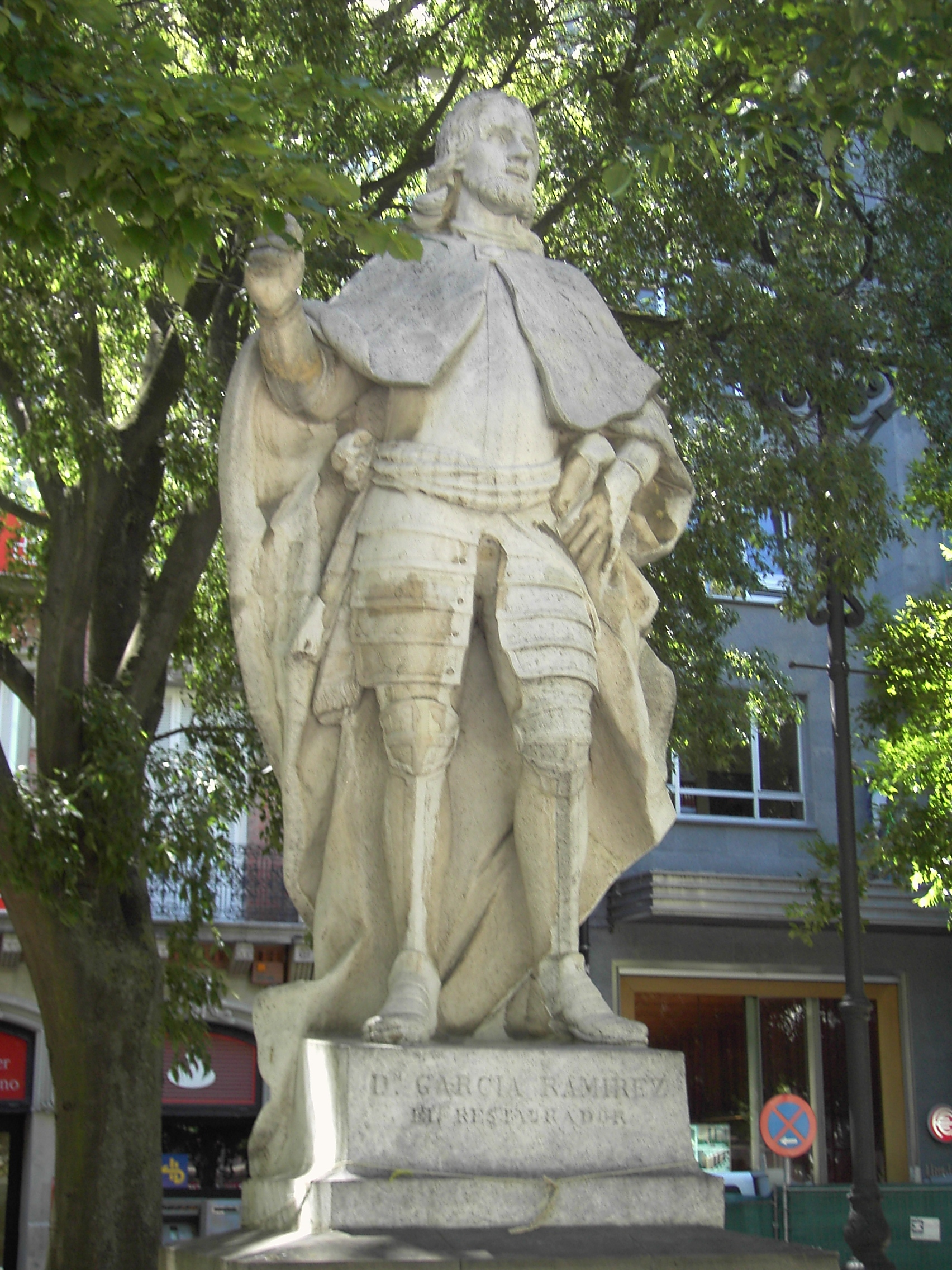
Una de las estatuas del paseo. En este caso la del rey de Pamplona García Ramírez.

Las seis estatuas de piedra blanca que adornan el andén central del Paseo de Sarasate representan a reyes y fueron colocadas aquí en el siglo XIX tras ser adquiridas por el Ayuntamiento, provenientes de proyecto decorativo para el Palacio Real de Madrid (Palacio de Oriente) que finalmente no se llevó a cabo. Fueron realizadas entre los años 1750 y 1753. En 1972 se produjo un cambio en las mismas: se devolvieron a Madrid dos (que representaban a Fernando VI y su esposa Bárbara de Braganza) a cambio de otras dos que se trajeron y que representan a los reyes de Navarra Felipe III de Navarra (esposo de Juana II de Navarra) y García Ramírez.
Estas dos son las únicas cuyo nombre figura en el pedestal. La identidad de las otras cuatro estatuas es desconocida.

## Edificios que ya no existen
- En el solar donde se encuentra el Banco de España estuvo el primer edificio de la Casa de Misericordia, la popular Meca, que nació en 1692 para atender a mendigos y gentes necesitadas. El edificio se construyó entre 1702 y 1706.
- Junto a la anterior en el solar también del Banco y algunas de las casas de la avenida de San Ignacio se encontraba el Mesón de los Carros importante fonda y servicios para los viajeros. En 1931 los Escolapios ocuparon el edificio dándole uso académico, aunque esto fue por poco tiempo hasta su traslado al Segundo Ensanche.
- Casa de Pastores hacia mitad del paseo. Era para los que acudían a la ciudad por trabajo y de menor categoría que el ya descrito Mesón.
- La Casa de Baños entre el paseo Sarasate y la actual plaza del vínculo. Edificada con piedras de la demolición de la iglesia de San Lorenzo dañada durante las guerras Carlistas. Se inauguró en 1854 y se utilizó hasta 1922 en que pasó a ser almacén.
- En la esquina del paseo con la calle Ciudadela, inicialmente allí hubo unas casas donde estuvieron las Carmelitas Descalzos que se instalaron cuando abandonaron el barrio de la Magdalena. Fue efímero antes de ir de forma definitiva a la calle Descalzos. En esta ubicación estuvo años después el Hospital de San Juan de Dios, y después el cuartel de San Martín siendo derruido en 1855. Diez años después se edificó la Casa Alzugaray que fue sede del Gobierno Civil hasta 1914.
- El edificio municipal denominado El Vínculo a mitad del paseo en los números impares. Fue cedido, en parte, al Estado en 1918 para construir una nueva oficina de Correos y Telégrafos y en la actualidad es donde se encuentran las principales oficinas de la ciudad.